# 桜咲くまで
『桜咲くまで』（さくらさくまで）は、2004年（平成16年）1月26日から3月26日に毎日放送テレビ（MBSテレビ）製作、TBSテレビ系列「ドラマ30」枠で放送された昼ドラマ。
離婚によって一家離散した家族が再び揃うまでを描いたヒューマンドラマ路線の昼ドラマである。

## 出演
- 若林道子：市毛良枝
- 若林仁：渡辺裕之
- 若林菜穂子：沢尻エリカ
- 若林孝文：小松拓也
- 西本昭一：古本新之輔
- 沢野良子：大塚良重
- 本多良介：蛭子能収
- 若林智：岡本富士太
- 浅井里香：木南晴夏[1]
- 小山啓太：森本亮治
- 三浦直之：国広富之
- 若林ハナ：丹阿弥谷津子

## スタッフ

### 製作スタッフ
- 脚本 - 倉沢左知代
- 制作 (チーフプロデューサー) - 山田尚（MBS）
- プロデューサー - 登坂琢磨（MBS）、木村正人（松竹芸能）
- 演出 - 大垣一穂（THE WORKS）、登坂琢磨（MBS）、竹園元（MBS）、本多繁勝
- 音楽 - 長谷部徹
- 演出補 - 本多繁勝
- 演出助手 - 増間高志、林大造
- プロデューサー補 - 室井美奈、山口裕子
- スケジュール担当 - 古賀敏仁（東通企画）
- 制作主任 - 横原誠
- 制作進行 - 比嘉真人、三牧達郎、鶴田雄一郎
- 番組宣伝 - 石田敦子（MBS）、渡辺優子（MBS）
- 記録 - 愛川由香、根本純、中川加奈子
- 制作協力 - 松竹芸能
- 制作著作 - 毎日放送

### 技術スタッフ
- 技術 - 川田万里
- TD - 金子幸男
- 撮影 - 布川潤一、檜野吉宏、田上裕康、竹本友亮（MBS）、佐藤充、福留知穂
- VE - 塩津亮児、荻野一秀
- 照明 - 吉川行保、堀越路博、石井美宏、増田裕樹、福田実江子、金子拓矢
- 音声 - 矢川祐介、木下和範、小林敏明
- 編集 - 森崎好、磯貝篤
- オンライン編集 - 山崎すすむ、服部敦
- MA - 備後正太郎
- 音効 - 一力潤（ヴィック）

### 美術スタッフ
- 美術デザイン - 古谷良和
- 美術進行 - 尾関広臣
- 装飾 - 竹安正登、長田征司
- 小道具 - 北郷良
- 持道具 - 林トモ子
- 衣裳 - 長田好宣、石井杏奈
- メイク - 上田深里、上村祐子
- 大道具 - 手塚常光、小野寺実
- 大道具操作 - 平賀正人
- 建具 - 阿久津正巳
- 造園 - 松島文夫
- 美術デスク - 山路廣

### その他
- タイトルCG - NICE+DAY
- スチル - 小倉章正
- 写真 - 鈴木さゆり
- インターネット - 加々本裕樹、菊地崇
- 車輌 - 槐原治
- スタント - スーパー・ドライバーズ
- 協力 - フォーチュン、TMC-1 Studio、スタジオブル、サンライズアート、KHKアート、アイ・アール、東京衣裳、ストロベリーキッズ、マエダオート

## 主題歌
- 茉樹代『桜咲くまで』（東芝EMI）
作詞 - 茉樹代 / 作曲・編曲 - 塚崎陽平